# Han Stijkel

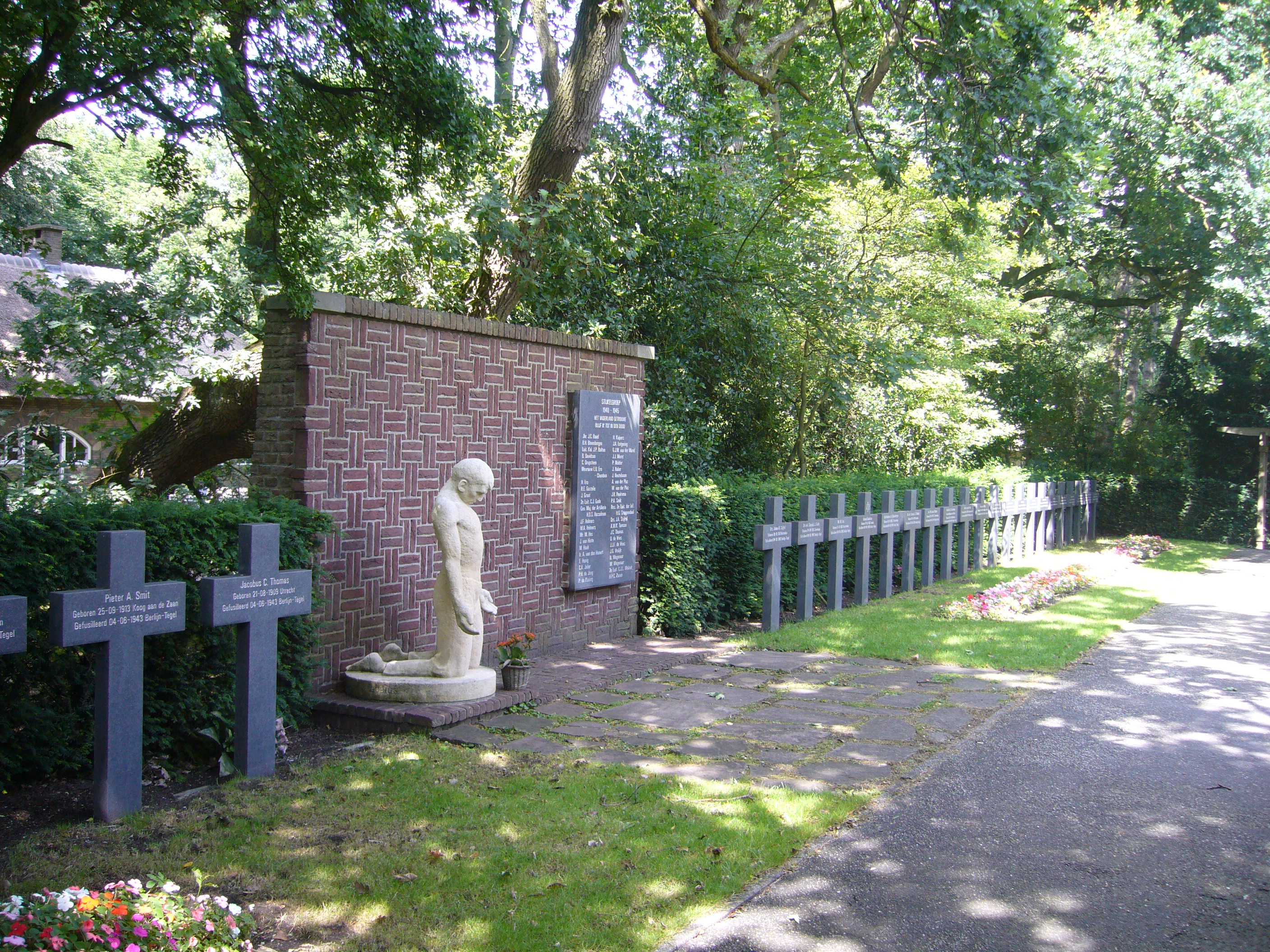
Tumbas del grupo de Stijkel.

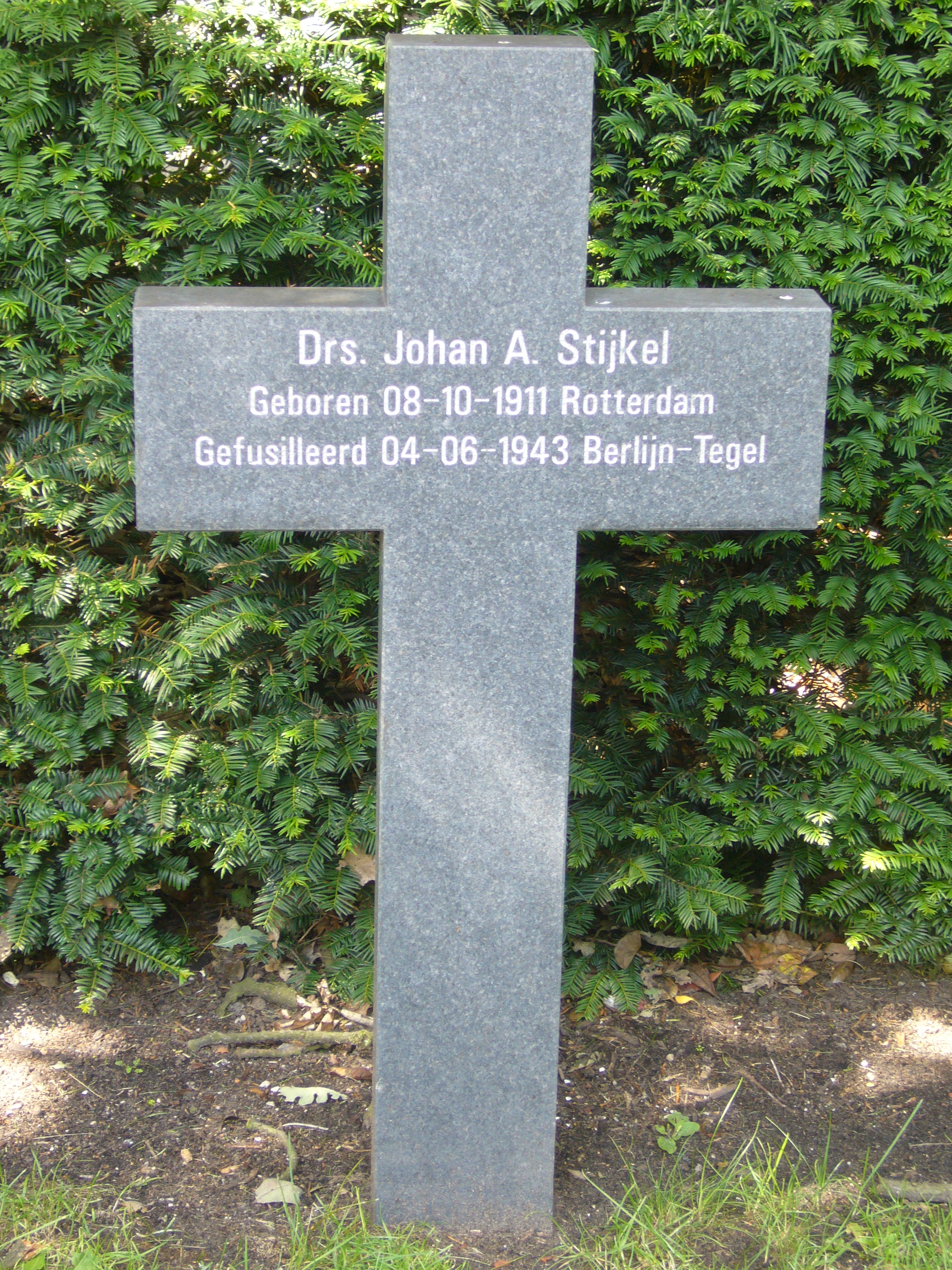
Su tumba en Westduin.

Johan Aaldrik (Han) Stijkel (Róterdam, 8 de octubre de 1911 - Berlín-Tegel, 4 de junio de 1943) fue un combatiente de la resistencia y activista homosexual holandés.
Han Stijkel estudió inglés en la Universidad de Ámsterdam. Ya entonces participaba en la resistencia contra el fascismo. Desde Portugal también formó parte en la resistencia contra Franco durante la Guerra Civil Española (1936-1939).
Stijkel tenía una buena amistad con el baron J. A. Schorer, que era la fuerza impulsora detrás del Comité Científico Humanitario neerlandés, la primera organización holandesa comprometida con la igualdad de derechos para los homosexuales. El 10 de mayo de 1940, el mismo día del comienzo de la invasión de los Países Bajos por las tropas nazis, Stijkel, junto con Henri François, ayudó a Jhr. Schorer a destruir los archivos y las listas de afiliación del Comité Científico Humanitario holandés para que no cayesen en manos de los nazis.

## La resistencia holandesa: el Grupo Stijkel
Poco después, organizó un grupo de resistentes para oponerse a la ocupación alemana. Este grupo estaba formado por alrededor de ochenta personas, incluyendo al comandante general Hasselman y a diversos estudiantes, militares y empresarios. Stijkel tomó el seudónimo «Dr. Eerland de Vries». El grupo, denominado posteriormente «Grupo Stijkel», se centró en la búsqueda de información sobre la ocupación alemana y llevarla a Inglaterra. Durante su actividad cayeron en algunos «errores de novato», lo que permitió a los nazis descubrir y monitorizar su existencia. Entre otros problemas, el grupo estaba infiltrado por el traidor Anton van der Waals.
El 2 de abril de 1941, Stijkel fue detenido junto a sus dos amigos, Gude y Baud, tratando de abandonar el puerto de Scheveningen en barco, para entregar información a los ingleses. Se tardó hasta septiembre de 1942 en someter a todo el grupo a juicio ante el Reichskriegsgericht en Berlín, un hecho poco común. Otros ocho meses más tarde, el 4 de junio de 1943, todos fueron ejecutados en secreto; Han Stijkel el primero.
En la prisión de Scheveningen (Oranjehotel) Han Stijkel compartió celda con Willem Harthoorn. En su libro Verboden te sterven («Prohibido morir») Harthoorn describe su propio cautiverio en el Oranjehotel y en los campos de concentración, así como los últimos seis meses de Han Stijkels en los Países Bajos.

## Homenajes
En el cementerio Westduin se erigió un monumento para conmemorar a los miembros del Grupo Stijkel. Tiene 43 cruces de piedra arenisca. Los restos de las 33 personas ejecutadas en Berlín están enterrados allí. De 10 personas no se han encontrado los restos mortales.
Han Stijkel está conmemorado en diversos lugares. Entre otros, en el Noordoostpolder: el camino de Han Stijkel, el Han Stijkeltocht (curso de agua) y el área de servicio Han Stijkel a lo largo de la autopista A6. En el distrito de Duttendel, en La Haya, se encuentra el Han Stijkelplein. En 2003 se le dio su nombre a un edificio de la escuela Dalton Den Haag. Las calles de los alrededores han sido nombrados por otros héroes de la resistencia.